# Агуаш
Агуаш (порт. Águas)  —  район (фрегезия) в Португалии,  входит в округ Каштелу-Бранку. Является составной частью муниципалитета  Пенамакор. По старому административному делению входил в провинцию Бейра-Байша. Входит в экономико-статистический  субрегион Бейра-Интериор-Сул, который входит в Центральный регион. Население составляет 330 человек на 2001 год. Занимает площадь 15,19 км².